# Холстовский сельсовет
Хо́лстовский сельсовет (бел. Холстаўскі сельсавет) — административно-территориальная единица Быховского района Могилёвской области Белоруссии.

## История
В 1917 году в Быховском уезде был образован Мокровский (Мокрянский) сельский Совет с центром в д. Мокрое. 4 июня 1965 года центр перенесён в д. Холстово с переименованием сельсовета.
Названия:
- с 1917 — Мокровский (Мокрянский) сельский Совет крестьянских депутатов
- с 14.1.1918 — Мокровский (Мокрянский) сельский Совет рабочих, солдатских и крестьянских депутатов
- с 23.2.1918 — Мокровский (Мокрянский) сельский Совет рабочих, крестьянских и красноармейских депутатов
- с 5.12.1936 — Мокровский сельский Совет депутатов трудящихся
- с 4.6.1965 — Холстовский сельский Совет депутатов трудящихся
- с 7.10.1977 — Холстовский сельский Совет народных депутатов
- с 15.3.1994 — Холстовский сельский Совет депутатов[1].

Административная подчинённость:
- с 1917 — в Быховском уезде
- с 20.8.1924 — в Быховском районе[1].

23 декабря 2009 года в состав сельсовета вошли населённые пункты упразднённого Городецкого сельсовета.
После упразднения в 2013 году Борколабовского сельсовета в состав Холстовского сельсовета вошли агрогородок Борколабово и девять деревень — Барсуки, Боровка, Дальнее Лядо, Залохвенье, Косичи, Липовка, Ректа, Сорочино, Ходутичи.

## Состав
Включает 29 населённых пунктов:
- Барсуки — деревня.
- Борколабово — агрогородок.
- Боровка — деревня.
- Бросовинка — деревня.
- Городец — деревня.
- Дальнее Лядо — деревня.
- Залохвенье — деревня.
- Замошье — деревня.
- Косичи — деревня.
- Лапша — посёлок.
- Липовка — деревня.
- Лубянка — деревня.
- Людков — деревня.
- Мазки — деревня.
- Мокрое — агрогородок.
- Мокрянские Хутора — деревня.
- Пенюги — деревня.
- Подкленье — деревня.
- Резки — деревня.
- Ректа — деревня.
- Сапежинка — деревня.
- Седич — деревня.
- Селиба — деревня.
- Сорочино — деревня.
- Сущев — деревня.
- Трестивец — деревня.
- Ходутичи — деревня.
- Холстово — деревня.
- Хутор — деревня.

Упразднённые населённые пункты:
- Малиновка — деревня.
- Гута — деревня.